# ماثيو بودمر
ماثيو بودمر (بالفرنسية: Mathieu Bodmer) (22 نوفمبر 1982 في إفرو) لاعب كرة قدم فرنسي يلعب حاليا في نادي ليون الفرنسي في خط الوسط كما أنه يجيد اللعب في مركز قلب الدفاع . مشهور عنه تمريراته الدقيقة وتسديداته القوية . والده مغني فرنسي مشهور ولديه أخوين . تعود أصوله إلى الآشورية العراقية .

## المسيرة الرياضية
بدأ بودمر مسيرته الرياضية في نادي إفرو عندما بلغ 14 سنة موسم 1997/1998 . ثم انتقل إلى نادي الدرجة الثانية آنذاك كاين حيث شارك للمرة الأولى مع الفريق الأول في سنة 2000 . في موسم 2002/2003 شارك في 24 مباراة . ككل شارك في 79 مباراة مسجلا 4 أهداف . أدائه الجاد ساعد فريق كاين في البقاء في وسط الترتيب . قرر ترك نادي كاين وعدم مساعدته في الصعود إلى الدرجة الأولى والانتقال إلى نادي الدرجة الأولى ليل مقابل مليون يورو .
في موسم 2003/2004 شارك في مواجهة كوكبة من أبرز نجوم ذلك الموسم مثل لاعب الوسط الغاني لفريق ليون مايكل إيسيان واستطاع أن يبرهن على موهبته بالمشاركة في 33 مباراة مسجلا هدفين . في الموسم التالي قاد فريقه ليل للمنافسة على لقب البطولة ولكنه فشل في الأسابيع الأخيرة واكتفى باحتلال المركز الثاني خلف فريق ليون الذي حقق لقب البطولة للموسم الرابع على التوالي وبالتالي فقد استحق فريق ليل التأهل للمشاركة في بطولة دوري أبطال أوروبا . في الموسم التالي أجبر الأداء العالي من بودمر على انتزاع نقطة تعادل ثمينة من فم فريق مانشستر يونايتد الإنجليزي العريق على ملعب الأخير أولد ترافورد .
أدائه المبهر لفت أنظار المدير الفني الفرنسي لفريق آرسنال الإنجليزي أرسين فينغر الذي اعتبره أحد الخيارات في التعاقد معه في صيف 2005 . وبالفعل تقدم فينغر بعرض رسمي للتعاقد معه ولكنه رئيس نادي ليل ميشيل سيدو رفضه . ولكن استطاع بودمر أن يلفت أنظار الأندية الأوروبية الكبيرة مثل مانشستر يونايتد ولكنه وافق في ديسمبر 2005 على تجديد العقد الذي يربطه بنادي ليل بحيث ينتهي في صيف سنة 2011 .
في 14 يونيو 2007 أعلن مسئولو نادي ليون بأنهم أنهوا صفقة التعاقد مع بودمر وزميله في نادي ليل عبد القادر كيتا وأرسلوا دعوات رسمية لحضور المؤتمر الصحفي الذي سيتم عرضهم فيه . في 16 يونيو أكد مجددا نادي ليون بأنه أكمل صفقة انتقال بودمر من نادي ليل مقابل 6.5 مليون يورو وتم إعطائه القميص رقم 5 الذي كان يلبسه المدافع البرازيلي كلاوديو كاسابا . في أول مباراة شارك فيها بودمر مع فريقه الجديد ليون خسر من فريق تولوز في المرحلة الثانية من بطولة دوري الدرجة الأولى . وسجل بودمر أول أهدافه مع ليون في مرمى فريق سوشو في 29 أغسطس 2007 .

## روابط خارجية
- ماثيو بودمر على موقع الاتحاد الأوربي (الإنجليزية)
- ماثيو بودمر على موقع قاعدة بيانات كرة القدم.إي يو (الإنجليزية)
- ماثيو بودمر على موقع ليكيب (الفرنسية)
- ماثيو بودمر على موقع Soccerbase.com (لاعب) (الإنجليزية)
- ماثيو بودمر على موقع Soccerway.com (الإنجليزية)
- ماثيو بودمر على موقع عالم كرة القدم.نت (الإنجليزية)
- ماثيو بودمر على موقع كووورة
- ماثيو بودمر على موقع AS.com (الإسبانية)